# 닛폰 TV 토요드라마
닛폰TV 토요드라마는 닛폰 TV 계열에서 매주 토요일 21:00 - 21:54 (JST)에 방송되는 드라마 시간대이다.
1998년 3월까지는 토요일 그랜드 극장 (土曜グランド劇場) 또는 그랜드 극장 (グランド劇場), 2004년 경은 Surprise Saturday라는 부제가 붙어 있었다. 돗큐 (土9)라는 것이있다(2017년부터 도쥬 (土10)로 변경된다).

## 내력

### 시작부터 1999년까지
타이틀은 1984년 드라마 "바람 속의 녀석"이라는 방송에서 "토요일 그랜드 극장" 명의로 돌아왔고 메인 프로그램 전에 오프닝 타이틀 비디오 (25 초)가 재생되었다. 제목 비디오의 이미지는 "유원지에서 롤러 코스터의 궤도와 공기 튜브를 통과 한 후 태양의 빛에서 태어난 하나의 구체가 우주 공간으로 도약한다. 구체는 토성이지만 실제로는 토성은 배경일 뿐, 한쪽 끝에서 두 조각으로 나뉘면 많은 종이 테이프 (메탈릭)와 색종이가 우주 공간으로 보내진다. 제목 문자가 색종이 이미지 위로 역동적으로 움직이며 상승했다. "이 타이틀은 다음 부분에서 설명하는 토요일 드라마 슬롯이 일시 중단될 때까지 사용되었다.
비디오 연구에 따르면 간토 지역, 가정 및 실시간은 매우 인기가 있다. 비디오 연구에 따르면, "집 없는"(이듬해 4 월부터 방송 된 2 부, 평균 시청률 24.7 %, 최대 시청률 37.2 %)가 방송되었습니다. 이 작품은 시청 연령 층의 기반을 넓히는 데 성공했으며 그 이후로 10 대 (어린이 드라마 중심)를 위한 작품도 방송되었다. 또한 다음 해인 1995년에는 "김전일 소년의 사건부"(도모토 츠요시 주연, 평균 시청률 23.9 %, 최대 시청률 29.9 %. 비디오 연구, 관동 지역, 가정, 실시간)도 조회가 되었다. 이후 시리즈화되었다.

### 2000년대 이후의 경향
21시 범위로 방송되고 있던 2000년대 무렵은 청소년과 가족들을 대상 코미디 드라마 내지는 인기 만화를 원작으로 한 드라마가 적지 않은 빈도로 편성되어 있었다. 하지만 2017년 4월 개편에서 22시 범위로 변경된 이후에는 종전의 청소년 코미디 작품 · 만화 원작의 작품도 방송되는데, 사회 파 드라마 나 서스펜스 드라마 등 성인을 의식한 작품이 증가 추세에 있다. (먼저 태어난 단지 나, 순결 원죄 변호사, 보이스 110 긴급 지령실 최고 나이프 ~ 천재 외과 의사의 조건 ~ 등)
보통 토요일 22시 범위 프로그램과의 연결은 21 : 54의 각국 별 미니 프로그램 (칸토 지구 현재는 "Stories~ 당신의 생명을 찾는 여행」)을 사이에 두고 정션 스테부레 들어가지만 토요일 22 때 프로그램이 「아라시 니시야가레」가 되어 이후 본 프레임 드라마의 첫회 확대 SP 때에는 「아라시 니시야가레 "와 연결을 스테부레레스 변경 21 시대 미니 프로그램은"아라시 니시아가레」종료 후 방송 시간을 3 분"축소하고 뒤로 돌리는 프레임 교체의 일이 종종 있었다.

## 역대 평균 시청률 순위 10선
- 숫자는 비디오 리서치 조사, 관동 지역 · 세대 · 실시간.

| 순위 | 작품명                          | 주연                             | 방송년도 | 시청률 |
| ---- | ------------------------------- | -------------------------------- | -------- | ------ |
| 1    | 고쿠센（제2기）                 | 나카마 유키에                    | 2005년   | 28.0%  |
| 2    | 집 없는 아이                    | 아다치 유미                      | 1994년   | 24.7%  |
| 3    | 김전일 소년의 사건부（제1기）   | 도모토 츠요시・토모사카 리에     | 1995년   | 23.9%  |
| 4    | 고쿠센（제3기）                 | 나카마 유키에                    | 2008년   | 22.8%  |
| 5    | 집 없는 아이 2                  | 아다치 유미                      | 1995년   | 22.5%  |
| 6    | 김전일 소년의 사건부 2（제2기） | 도모토 츠요시・토모사카 리에     | 1996년   | 22.4%  |
| 7    | 깅로 괴기 파일                  | 도모토 코이치                    | 1996년   | 20.8%  |
| 8    | 내일이 있잖아!                  | 하마다 마사토시                  | 2001년   | 19.3%  |
| 9    | 마이보스 마이히어로             | 나가세 토모야                    | 2006년   | 19.1%  |
| 10   | 전설의 교사                     | 마츠모토 히토시・나카이 마사히로 | 2000년   | 19.0%  |

## 역대 회당 최고 시청률 순위 10선
- 숫자는 비디오 리서치 조사, 관동 지역 · 세대 · 실시간.

| 순위 | 작품명                          | 방송연도 | 시청률          |
| ---- | ------------------------------- | -------- | --------------- |
| 1    | 집 없는 아이                    | 1994년   | 37.2%（최종회） |
| 2    | 고쿠센（제2기）                 | 2005년   | 32.5%（최종회） |
| 3    | 집 없는 아이 2                  | 1995년   | 31.5%（최종회） |
| 4    | 김전일 소년의 사건부（제1기）   | 1995년   | 29.9%（최종회） |
| 5    | 내일이 있잖아!                  | 2001년   | 29.0%（제1회）  |
| 6    | 김전일 소년의 사건부 2（제2기） | 1996년   | 27.8%（최종회） |
| 7    | 고쿠센（제3기）                 | 2008년   | 26.4%（제1회）  |
| 8    | 전설의 교사                     | 2000년   | 26.1%（제1회）  |
| 9    | 여왕의 교실                     | 2005년   | 25.3%（최종회） |
| 10   | 깅로 괴기 파일                  | 1996년   | 23.7%（최종회） |

## 작품 목록

### 1980년대 후반

#### 1988년(토요일 그랜드 극장·제2기)
- 봄의 사막 (출연 : 나토리 유코 외)
- 꽃 폭풍의 숲 불찰 (출연 : 와카무라 마유미 외)
- 신혼 이야기 (출연 : 진나이 타카노리, 사와구치 야스코 외)

#### 1989년
- 내일은 저의 바람이 분다 (출연 : 코이즈미 쿄코 외)
- 이케나카 겐타 80킬로 III (출연 : 니시다 토시유키 외)
- 쇼난 이야기 마이 웨이 마이 러브 (출연 : 사이토 유키, 후지 타츠야 외)
- 만나고 싶어서 (출연 : 오기노메 요코 외)
- 그 여름에 안기고 싶은 (출연 : 노무라 히로노부, 콘노 미사코 외)
- 연인의 노래가 들린다 (출연 : 나카무라 마사토시 외)

### 1990년대 전반

#### 1990년
- 그나마 여고 이야기 (출연 : 고테가와 유코 외)
- 외과의·아리모리 사에코 (출연 : 미타 요시코 외)
- 불조심 (출연 : 이시바시 다카아키, 키나시 노리타케 외)
- 아버지 (출연 : 후루야 잇코 외)

#### 1991년
- 너에게만 사랑을 (출연 : 마츠시타 유수, 노무라 히로노부 외)
- 검사·와카우라 요코 (출연 : 가쿠 지카코 외)
- 조교수 잇시키 레이코 법의학 교실의 여자 (출연 : 시노 히로코 외)
- 결혼하지 않을지도 모른다 증후군 (출연 : 아소 유미, 콘노 미사, 코아즈마 치즈루 외)

#### 1992년
- ...혼자로 좋아 (출연 : 사와구치 야스코 외)
- 아이가 잠든 후에 (출연 : 시바타 쿄헤이, 미우라 요이치, 카자마 토오루 외)
- 기다린 없음! (출연 : 사이토 유키, 나가시마 토시유키 외)
- 외과의·아리모리 사에코II (출연 : 미타 요시코 외)

#### 1993년
- 얼마쯤 위험한 원장 씨 (출연 : 고바야시 난지 외)
- 일요일은 안돼요 (출연 : 다나카 미사코, 카라사와 토시아키 외)
- 호출기가 나지 않아서 (출연 : 오가타 켄, 유키 나에 외)
- 어른의 키스 (출연 : 시바타 쿄헤이, 이시다 준이치 외)

#### 1994년
- 그중 결혼하기 너에게 (출연 : 후지타니 미와코 외)
- 집 없는 아이 (출연 : 아다치 유미 외)
- 토야마 킨시로 미용실 (출연 : 니시다 토시유키 외)
- 나는 O형·양자리 (출연 : 타케다 테츠야 외)

### 1990년대 후반

#### 1995년
- STATION (출연 : 요시다 에이사쿠, 마츠무라 쿠니히로, 타나베 세이이치 외)
- 집 없는 아이 2 (출연 : 아다치 유미 외)
- 킨다이치 소년의 사건부(제1기) (출연 : 도모토 츠요시 외)
- 더 셰프 (출연 : 히가시야마 노리유키 외)

#### 1996년
- 긴로 괴기 파일 (출연 : 도모토 코이치 외)
- 투명 인간 (출연 : 카토리 싱고 외)
- 킨다이치 소년의 사건부(제2기) (출연 : 도모토 츠요시 외)
- 성룡전설 (출연 : 아다치 유미, 토바 준 외)

#### 1997년
- 미스터리 극장 에지 (출연 : 마츠오카 마사히로 외)
- FiVE (출연 : 토모사카 리에 외)
- D×D (출연 : 나가세 토모야, 오카다 준이치 외)
- 우리들의 용기 미만도시 (출연 : 도모토 코이치, 도모토 츠요시 외)

#### 1998년(토요 그랜드 극장·제2기→토요드라마·제1기)
- 세 자매 탐정단 (출연 : 스즈키 란란 외, ※ 여기까지의 프레임 이름은 "토요 그랜드 극장")
- Love & Peace (출연 : 마츠오카 마사히로 외, ※  여기에서 프레임 이름은 "토요드라마")
- 하르모니아 이 사랑의 애 (출연 : 도모토 코이치 외)
- P.A. 프라이빗 액트리스 (출연 : 에노모토 카나코 외)

#### 1999년
- 너와 있던 미래를 위해서~I'll be back~ (출연 : 도모토 츠요시 외)
- 되살아 금 늑대 (출연 : 카토리 싱고 외)
- 신 우리들의 여행 Ver.1999 (출연 : 모리타 고, 미야케 켄, 오카다 준이치 외)
- 미스터리 극장 에지2 (출연 : 마츠오카 마사히로 외)

### 2000년대 전반

#### 2000년
| 제목               | 방송 기간             | 주연                            | 원작 | 제작 회사[회사주 1] |
| ------------------ | --------------------- | ------------------------------- | ---- | ------------------- |
| 버추얼 걸          | 1월 15일 - 3월 11일   | 에노모토 카나코                 |      | 5년 D조             |
| 전설의 교사        | 4월 15일 - 6월 24일   | 마츠모토 히토시 나카이 마사히로 |      | 에프 프로젝트       |
| 푸드 파이트        | 7월 1일 - 9월 16일    | 쿠사나기 츠요시                 |      | 송 에 뤼미에르      |
| 신주쿠 폭주 구급대 | 10월 14일 - 12월 16일 | 타무라 아츠시 타무라 료         |      | MMJ                 |

#### 2001년
| 제목                                            | 방송 기간             | 주연              | 원작                                        | 제작 회사[회사주 1] |
| ----------------------------------------------- | --------------------- | ----------------- | ------------------------------------------- | ------------------- |
| 무카이 아라타의 동물일기 ~애견 로시난테의 재난~ | 1월 13일 - 3월 17일   | 도모토 츠요시     |                                             | 오피스 크레센도     |
| 내일이 있잖아                                   | 4월 21일 - 6월 30일   | 하마다 마사토시   |                                             | 요시모토 흥업       |
| 킨다이치 소년의 사건부 (제3기)                  | 7월 14일 - 9월 15일   | 마츠모토 준       | 카나리 요자부로 아마기 세이마루 사토 후미야 | 오피스 크레센도     |
| 환영! 단지키 고잇코 님                          | 10월 20일 - 12월 15일 | 나카무라 마사토시 |                                             |                     |

#### 2002년
| 제목      | 방송 기간             | 주연                      | 원작                          | 제작 회사[회사주 1]      |
| --------- | --------------------- | ------------------------- | ----------------------------- | ------------------------ |
| 너스맨    | 1월 19일 - 3월 23일   | 마츠오카 마사히로         | 고바야시 미츠에               | 토탈 미디어 커뮤니케이션 |
| 골든볼    | 4월 20일 - 7월 6일    | 가네시로 다케시           |                               |                          |
| 탐정 가족 | 7월 13일 - 9월 14일   | 이나모리 이즈미           |                               | 케이 팩토리              |
| 리모트    | 10월 12일 - 12월 14일 | 후카다 쿄코 도모토 코이치 | 아마기 세이마루 코시바 테츠야 | 오피스 크레센도          |

#### 2003년
| 제목                           | 방송 기간             | 주연                        | 원작 | 제작 회사[회사주 1] |
| ------------------------------ | --------------------- | --------------------------- | ---- | ------------------- |
| 착한 아이의 편 ~보육사 이야기~ | 1월 18일 - 3월 15일   | 사쿠라이 쇼                 |      |                     |
| 나의 마법사                    | 4월 19일 - 7월 5일    | 이토 히데아키 시노하라 료코 |      | 에프 프로젝트       |
| 수박                           | 7월 12일 - 9월 20일   | 고바야시 사토미             |      |                     |
| 내일 날씨 맑음.                | 10월 11일 - 12월 13일 | 미즈키 아리사               |      |                     |

#### 2004년
| 제목               | 방송 기간             | 주연              | 원작                          | 제작 회사[회사주 1]      |
| ------------------ | --------------------- | ----------------- | ----------------------------- | ------------------------ |
| 그녀가 죽어버렸다. | 1월 17일 - 3월 13일   | 나가세 토모야     | 잇시키 노부유키 오카자키 마리 | 5년 D조                  |
| 강아지의 왈츠      | 4월 17일 - 6월 26일   | 아베 나츠미       |                               | 미키                     |
| 애정 한판!         | 7월 10일 - 9월 18일   | 마츠우라 아야     |                               | THE WORKS                |
| 너스맨이 간다      | 10월 16일 - 12월 11일 | 마츠오카 마사히로 | 고바야시 미츠에               | 토탈 미디어 커뮤니케이션 |

### 2000년대 후반

#### 2005년
| 제목               | 방송 기간             | 주연                              | 원작              | 제작 회사[회사주 1]      |
| ------------------ | --------------------- | --------------------------------- | ----------------- | ------------------------ |
| 고쿠센 (제2기)     | 1월 15일 - 3월 19일   | 나카마 유키에                     | 모리모토 코즈에코 |                          |
| 루리의 섬          | 4월 16일 - 6월 18일   | 나루미 리코                       | 모리구치 카츠     | 케이 팩토리              |
| 여왕의 교실        | 7월 2일 - 9월 17일    | 아마미 유키                       |                   | 닛카츠 촬영소            |
| 노부타.를 프로듀스 | 10월 15일 - 12월 17일 | 카메나시 카즈야 야마시타 토모히사 | 시라이와 겐       | 토탈 미디어 커뮤니케이션 |

#### 2006년
| 제목                  | 방송 기간            | 주연                | 원작              | 제작 회사[회사주 1]      |
| --------------------- | -------------------- | ------------------- | ----------------- | ------------------------ |
| 식탐정                | 1월 14일 - 3월 11일  | 히가시야마 노리유키 | 데라사와 다이스케 | 아베크 컴퍼니            |
| 걸 서클               | 4월 15일 - 6月24일   | 후지키 나오히토     |                   | 케이 팩토리              |
| 마이☆보스 마이☆히어로 | 7월 8일 - 9月16일    | 나가세 토모야       | 윤제균            | 토탈 미디어 커뮤니케이션 |
| 단 하나의 사랑        | 10월 14일 - 12月16일 | 카메나시 카즈야     |                   | 미키                     |

#### 2007년
| 제목        | 방송 기간             | 주연                | 원작              | 제작 회사[회사주 1] |
| ----------- | --------------------- | ------------------- | ----------------- | ------------------- |
| 엔카의 여왕 | 1월 13일 - 3월 17일   | 아마미 유키         |                   | 5년 D조             |
| 식탐정 2    | 4월 14일 - 6월 23일   | 히가시야마 노리유키 | 데라사와 다이스케 | 아베크 컴퍼니       |
| 수험의 신   | 7월 14일 - 9월 22일   | 야마구치 타츠야     |                   | 닛테레 악스온       |
| 드림 어게인 | 10월 13일 - 12월 15일 | 소리마치 타카시     |                   | 아베크 컴퍼니       |

#### 2008년
| 제목                     | 방송 기간             | 주연                                                  | 원작              | 제작 회사[회사주 1]      |
| ------------------------ | --------------------- | ----------------------------------------------------- | ----------------- | ------------------------ |
| 1파운드의 복음           | 1월 12일 - 3월 8일    | 카메나시 카즈야                                       | 타카하시 루미코   | 토탈 미디어 커뮤니케이션 |
| 고쿠센 (제3기)[내용주 1] | 4월 19일 - 6월 28일   | 나카마 유키에                                         | 모리모토 코즈에코 | 닛테레 악스온            |
| 야스코와 켄지            | 7월 12일 - 9월 20일   | 마츠오카 마사히로                                     | 아루코            | 케이 팩토리              |
| 스크랩 티처~교사 재생~   | 10월 11일 - 12월 13일 | 나카지마 유토 야마다 료스케 치넨 유리 아리오카 다이키 |                   | 오피스 크레센도          |

#### 2009년
| 제목              | 방송 기간             | 주연            | 원작          | 제작 회사[회사주 1]                    |
| ----------------- | --------------------- | --------------- | ------------- | -------------------------------------- |
| 제니게바          | 1월 17일 - 3월 14일   | 마츠야마 켄이치 | 조지 아키야마 | 토탈 미디어 커뮤니케이션 닛테레 악스온 |
| 더 퀴즈 쇼        | 4월 18일 - 6월 20일   | 사쿠라이 쇼     |               | 오피스 크레센도 앳무비                 |
| 화려한 스파이     | 7월 18일 - 9월 26일   | 나가세 토모야   |               | 토탈 미디어 커뮤니케이션               |
| 사무라이 하이스쿨 | 10월 17일 - 12월 12일 | 미우라 하루마   |               | 오피스 크레센도                        |

### 2010년대 전반

#### 2010년
| 제목                   | 방송 기간             | 주연                      | 원작            | 제작 회사[회사주 1]      |
| ---------------------- | --------------------- | ------------------------- | --------------- | ------------------------ |
| 좌목탐정 EYE           | 1월 23일 - 3월 13일   | 야마다 료스케 요코야마 유 |                 | 닛테레 악스온 미키       |
| 괴물군                 | 4월 17일 - 6월 12일   | 오노 사토시               | 후지코 후지오 A | 오피스 크레센도          |
| 미오카-네가 있던 날들- | 7월 10일 - 9월 18일   | 요시타카 유리코           | 이시다 이라     | 토탈 미디어 커뮤니케이션 |
| Q10                    | 10월 16일 - 12월 11일 | 사토 타케루               |                 | 토탈 미디어 커뮤니케이션 |

#### 2011년
| 제목            | 방송 기간                   | 주연                        | 원작              | 제작 회사[회사주 1]      |
| --------------- | --------------------------- | --------------------------- | ----------------- | ------------------------ |
| 데카완코        | 1월 15일 - 3월 26일         | 다베 미카코                 | 모리모토 코즈에코 | 케이 팩토리              |
| 고교생 레스토랑 | 5월 7일 - 7월 2일[내용주 2] | 마츠오카 마사히로           | 무라바야시 신고   | 오피스 크레센도          |
| 돈★키호테       | 7월 9일 - 9월 24일          | 마츠다 쇼타 타카하시 카츠미 |                   | 닛테레 악스온            |
| 요괴인간 벰     | 10월 22일 - 12월 14일       | 카메나시 카즈야             | 아사쓰 DK         | 토탈 미디어 커뮤니케이션 |

#### 2012년
| 제목                                         | 방송 기간             | 주연                      | 원작            | 제작 회사[회사주 1] |
| -------------------------------------------- | --------------------- | ------------------------- | --------------- | ------------------- |
| 이상의 아들                                  | 1월 14일 - 3월 17일   | 야마다 료스케 스즈키 쿄카 |                 | 닛테레 악스온       |
| 삼색털 고양이 홈즈의 추리                    | 4월 14일 - 6월 23일   | 아이바 마사키             | 아카가와 지로   | 오피스 크레센도     |
| 고스트 마마 수사선~나와 마마의 이상한 100일~ | 7월 7일 - 9월 15일    | 나카마 유키에             | 사토 토모카즈   | 닛테레 악스온       |
| 악몽짱                                       | 10월 13일 - 12월 22일 | 키타가와 케이코           | 원안: 온다 리쿠 | 케이 팩토리         |

#### 2013년
| 제목                             | 방송 기간             | 주연            | 원작        | 제작 회사[회사주 1]      |
| -------------------------------- | --------------------- | --------------- | ----------- | ------------------------ |
| 울지마, 하라 짱                  | 1월 19일 - 3월 23일   | 나가세 토모야   |             | 토탈 미디어 커뮤니케이션 |
| 35세의 고교생                    | 4월 13일 - 6월 22일   | 요네쿠라 료코   |             | 오피스 크레센도          |
| 사이토 씨 2                      | 7월 13일 - 9월 21일   | 미즈키 아리사   | 오다 유우아 | 닛테레 악스온            |
| 도쿄 밴드왜건~도시 대가족 이야기 | 10월 12일 - 12월 14일 | 카메나시 카즈야 | 쇼지 유키야 | 오피스 크레센도          |

#### 2014년
| 제목                                                                  | 방송 기간             | 주연              | 원작                                        | 제작 회사[회사주 1]      |
| --------------------------------------------------------------------- | --------------------- | ----------------- | ------------------------------------------- | ------------------------ |
| 전력 외 수사관                                                        | 1월 11일 - 3월 15일   | 타케이 에미       | 니타도리 케이                               | 케이 팩토리              |
| 약해도 이길 수 있습니다~아오시 선생님과 풋내기 고교 야구 선수의 야망~ | 4월 12일 - 6월 21일   | 니노미야 카즈나리 | 다카하시 히데미                             | 닛테레 악스온            |
| 킨다이치 소년의 사건부 N(neo) (제4기)                                 | 7월 19일 - 9월 20일   | 야마다 료스케     | 카나리 요자부로 아마기 세이마루 사토 후미야 | 오피스 크레센도          |
| 지옥 선생 누~베~                                                      | 10월 11일 - 12월 13일 | 마루야마 류헤이   | 마쿠라 쇼 오카노 타케시                     | 토탈 미디어 커뮤니케이션 |

### 2010년대 후반

#### 2015년
| 제목                     | 방송 기간             | 주연            | 원작            | 제작 회사[회사주 1] |
| ------------------------ | --------------------- | --------------- | --------------- | ------------------- |
| 학교의 계단              | 1월 10일 - 3월 14일   | 히로세 스즈     |                 | 닛테레 악스온       |
| 도S 형사                 | 4월 11일 - 6월 20일   | 다베 미카코     | 나나오 요시     | 코와 인터내셔널     |
| 명랑 개구리 뽕키치       | 7월 11일 - 9월 19일   | 마츠야마 켄이치 | 요시자와 야스미 | 닛테레 악스온       |
| 오키테가미 쿄코의 비망록 | 10월 10일 - 12월 12일 | 아라가키 유이   | 니시오 이신     | 닛테레 악스온       |

#### 2016년
| 제목                   | 방송 기간           | 주연              | 원작            | 제작 회사[회사주 1] |
| ---------------------- | ------------------- | ----------------- | --------------- | ------------------- |
| 괴도 야마네코          | 1월 16일 - 3월 19일 | 카메나시 카즈야   | 카미나가 마나부 | 닛카츠              |
| 저승사자입니다.        | 4월 23일 - 6월 18일 | 후쿠시 소타       | 타나카 메카     | 케이 팩토리         |
| 시간을 달리는 소녀     | 7월 9일 - 8월 6일   | 쿠로시마 유이나   | 츠츠이 야스타카 | 닛테레 악스온       |
| THE LAST COP/라스트 캅 | 10월 8일 - 12월     | 카라사와 토시아키 |                 | 닛테레 악스온       |

#### 2017년(토요드라마 제1기→제2기)
| 제목                                            | 방송 기간           | 주연            | 원작             | 제작 회사[회사주 1] |
| ----------------------------------------------- | ------------------- | --------------- | ---------------- | ------------------- |
| 슈퍼 샐러리맨 사에나이씨※여기까지 21시대에 방송 | 1월 14일 - 3월 18일 | 츠츠미 신이치   | 후지코 F. 후지오 | 닛테레 악스온       |
| 저, 운명의 사람입니다.※여기에서 22시 대에 방송  | 4월 15일 - 6월      | 카메나시 카즈야 |                  | 닛카츠              |
| 우리 남편은 일을 못해                           | 7월 - 9월           | 니시키도 료     |                  | 닛폰TV 악스온       |
| 먼저 태어난 것 뿐인 나                          | 10월 - 12월         | 사쿠라이 쇼     |                  | 케이 팩토리         |

#### 2018년
| 제목                                      | 방송 기간   | 주연          | 원작          | 제작 회사[회사주 1] |
| ----------------------------------------- | ----------- | ------------- | ------------- | ------------------- |
| 무마시킨 겨울 ~우리집 문제는 없었던 일로~ | 1월 - 3월   | 야마다 료스케 |               | 오피스 크레센도     |
| Miss 데빌 인사의 악마 츠바키 마코         | 4월 - 6월   | 나나오        |               | AXON                |
| 서바이벌 웨딩                             | 7월 - 9월   | 하루          | 오하시 코스케 | AXON                |
| 도로케이 -경시청 수사 3과-                | 10월 - 12월 | 나카지마 켄토 | 후쿠다 슈     | The icon            |

#### 2019년
| 제목                   | 방송 기간   | 주연              | 원작   | 제작 회사[회사주 1] |
| ---------------------- | ----------- | ----------------- | ------ | ------------------- |
| 이노센스 원죄 변호사   | 1월 - 3월   | 사카구치 켄타로   |        | 닛테레 악스온       |
| 내 스커트, 어디 갔어?  | 4월 - 6월   | 후루타 아라타     |        |                     |
| 보이스 110 긴급 지령실 | 7월 - 9월   | 카라사와 토시아키 | 보이스 |                     |
| 나의 이야기는 길어     | 10월 - 12월 | 이쿠타 토마       |        |                     |

### 2020년대 전반

#### 2020년
| 제목                            | 방송 기간   | 주연                    | 원작        | 제작 회사[회사주 1] |
| ------------------------------- | ----------- | ----------------------- | ----------- | ------------------- |
| 톱 나이프-천재 뇌외과의의 조건- | 1월 - 3월   | 아마미 유키             | 하야시 코지 | 닛테레 악스온       |
| 미만경찰 미드나잇 러너          | 6월 - 9월   | 나카지마 켄토 히라노 쇼 | 청년경찰    | AXON                |
| 35세의 소녀                     | 10월 - 12월 | 시바사키 코우           | -           | 닛테레 AXON         |

#### 2021년
| 제목                        | 방송 기간          | 주연              | 원작        | 제작 회사[회사주 1]      |
| --------------------------- | ------------------ | ----------------- | ----------- | ------------------------ |
| 레드 아이즈 감시 수사대     | 1월 - 3월          | 카메나시 카즈야   | -           | 닛테레 AXON              |
| 콩트가 시작된다             | 4월 - 6월          | 스다 마사키       | -           | 토탈 미디어 커뮤니케이션 |
| 보이스 110 긴급 지령실 2    | 7월 - 9월          | 카라사와 토시아키 | 보이스      |                          |
| 2월의 승자-절대합격의 교실- | 2021년 하반기 이후 | 야기라 유야       | 타카세 시호 | K Factory                |
1. 1 2 3 4 5 6 7 8 9 10 11 12 13 14 15 16 17 18 19 20 21 22  공동 제작과 외부 제작사의 제작 저작을 제외하고 닛폰 TV의 자체 제작 (저작권: 닛폰 TV)으로 적립된다.

## 지역 민방 네트워크 계열국 정보
| 방송 대상 지역      | 방송국                     | 계열                          | 방송 요일·방송 시간  |
| ------------------- | -------------------------- | ----------------------------- | -------------------- |
| 간토 광역권         | NTV 《토요드라마 》 제작국 | NTV 계열                      | 토요일 22:00 ~ 22:54 |
| 홋카이도            | 삿포로 TV(STV)             | NTV 계열                      | 토요일 22:00 ~ 22:54 |
| 아오모리현          | 아오모리 방송(RAB)         | NTV 계열                      | 토요일 22:00 ~ 22:54 |
| 이와테현            | TV 이와테(TVI)             | NTV 계열                      | 토요일 22:00 ~ 22:54 |
| 미야기현            | 미야기 TV(MMT)             | NTV 계열                      | 토요일 22:00 ~ 22:54 |
| 아키타현            | 아키타 방송(ABS)           | NTV 계열                      | 토요일 22:00 ~ 22:54 |
| 야마가타현          | 야마가타 방송(YBC)         | NTV 계열                      | 토요일 22:00 ~ 22:54 |
| 후쿠시마현          | 후쿠시마 중앙 TV(FCT)      | NTV 계열                      | 토요일 22:00 ~ 22:54 |
| 야마나시현          | 야마나시 방송(YBS)         | NTV 계열                      | 토요일 22:00 ~ 22:54 |
| 니가타현            | TV 니가타(TeNY)            | NTV 계열                      | 토요일 22:00 ~ 22:54 |
| 나가노현            | TV 신슈(TSB)               | NTV 계열                      | 토요일 22:00 ~ 22:54 |
| 시즈오카현          | 시즈오카 제일 TV(SDT)      | NTV 계열                      | 토요일 22:00 ~ 22:54 |
| 도야마현            | 기타니혼 방송(KNB)         | NTV 계열                      | 토요일 22:00 ~ 22:54 |
| 이시카와현          | TV 가나자와(KTK)           | NTV 계열                      | 토요일 22:00 ~ 22:54 |
| 주쿄 광역권         | 주쿄 TV 방송(CTV)          | NTV 계열                      | 토요일 22:00 ~ 22:54 |
| 긴키 광역권         | 요미우리 TV(ytv)           | NTV 계열                      | 토요일 22:00 ~ 22:54 |
| 돗토리현 시마네현   | 니혼카이 TV(NKT)           | NTV 계열                      | 토요일 22:00 ~ 22:54 |
| 히로시마현          | 히로시마 TV(HTV)           | NTV 계열                      | 토요일 22:00 ~ 22:54 |
| 야마구치현          | 야마구치 방송(KRY)         | NTV 계열                      | 토요일 22:00 ~ 22:54 |
| 도쿠시마현          | 시코쿠 방송(JRT)           | NTV 계열                      | 토요일 22:00 ~ 22:54 |
| 가가와현 오카야마현 | 니시닛폰 방송(RNC)         | NTV 계열                      | 토요일 22:00 ~ 22:54 |
| 아이치현            | 난카이 방송(RNB)           | NTV 계열                      | 토요일 22:00 ~ 22:54 |
| 고치현              | 고치 방송(RKC)             | NTV 계열                      | 토요일 22:00 ~ 22:54 |
| 후쿠오카현          | 후쿠오카 방송(FBS)         | NTV 계열                      | 토요일 22:00 ~ 22:54 |
| 나가사키현          | 나가사키 국제 TV(NIB)      | NTV 계열                      | 토요일 22:00 ~ 22:54 |
| 구마모토현          | 구마모토 현민 TV(KKT)      | NTV 계열                      | 토요일 22:00 ~ 22:54 |
| 오이타현            | TV 오이타(TOS)             | 후지 네트워크 계열 / NTV 계열 | 토요일 22:00 ~ 22:54 |
| 가고시마현          | 가고시마 요미우리 TV(KYT)  | NTV 계열                      | 토요일 22:00 ~ 22:54 |
| 후쿠이현            | 후쿠이 방송(FBC)           | NTV 계열 / TV아사히 계열      | 토요일 16:00 ~ 16:54 |
| 오키나와현          | 오키나와 TV 방송(OTV)      | 후지 네트워크 계열            | 토요일 12:00 ~ 12:54 |

## 같이 보기
- 닛폰 TV 방송망 수요일 밤 10시 드라마
- 후지 TV 목요극장
- TBS 금요드라마
- TBS 일요극장
- 후지 TV 월요일 밤 9시 드라마